# Малое Оксилово
Малое Оксилово — деревня в Никольском районе Вологодской области.
Входит в состав Вахневского сельского поселения, с точки зрения административно-территориального деления — в Вахневский сельсовет.
Расстояние по автодороге до районного центра Никольска — 41 км, до центра муниципального образования Вахнево — 3 км. Ближайшие населённые пункты — Есипово, Подгорье, Большое Оксилово.
По переписи 2002 года население — 23 человека (9 мужчин, 14 женщин). Всё население — русские.